# Episodi di Miami Vice (seconda stagione)
La seconda stagione di Miami Vice, anch'essa composta da 22 episodi, fu trasmessa negli Stati Uniti dal 27 settembre 1985 al 9 maggio 1986, sulla rete televisiva NBC.
In Italia fu mandata in onda da Rai 2 dal 7 dicembre 1986 al 10 maggio 1987.
| nº | Titolo originale              | Titolo italiano             | Prima TV USA      | Prima TV Italia  |
| -- | ----------------------------- | --------------------------- | ----------------- | ---------------- |
| 1  | Prodigal Son                  | Il figliol prodigo          | 27 settembre 1985 | 7 dicembre 1986  |
| 2  | Whatever Works                | La fine giustifica i mezzi  | 4 ottobre 1985    | 14 dicembre 1986 |
| 3  | Out Where the Buses Don't Run | Qualche rotella fuori posto | 18 ottobre 1985   | 21 dicembre 1986 |
| 4  | The Dutch Oven                | Una donna senza onore       | 25 ottobre 1985   | 4 gennaio 1987   |
| 5  | Buddies                       | Amici                       | 1º novembre 1985  | 11 gennaio 1987  |
| 6  | Junk Love                     | Amore avvelenato            | 8 novembre 1985   | 18 gennaio 1987  |
| 7  | Tale of the Goat              | Magia nera                  | 15 novembre 1985  | 25 gennaio 1987  |
| 8  | Bushido                       | Così muore un guerriero     | 22 novembre 1985  | 1 febbraio 1987  |
| 9  | Bought and Paid For           | L'ho pagata e mi appartiene | 29 novembre 1985  | 8 febbraio 1987  |
| 10 | Back in the World             | Ritorno dall'inferno        | 6 dicembre 1985   | 15 febbraio 1987 |
| 11 | Phil the Shill                | Nato per la truffa          | 13 dicembre 1985  | 22 febbraio 1987 |
| 12 | Definitely Miami              | Così è Miami                | 10 gennaio 1986   | 1 marzo 1987     |
| 13 | Yankee Dollar                 | Dollari                     | 17 gennaio 1986   | 8 marzo 1987     |
| 14 | One Way Ticket                | Biglietto di sola andata    | 24 gennaio 1986   | 15 marzo 1987    |
| 15 | Little Miss Dangerous         | Miss pericolo               | 31 gennaio 1986   | 22 marzo 1987    |
| 16 | Florence Italy                | Florence                    | 14 febbraio 1986  | 29 marzo 1987    |
| 17 | French Twist                  | Dalla Francia con amore     | 21 febbraio 1986  | 5 aprile 1987    |
| 18 | The Fix                       | Una partita per papà        | 7 marzo 1986      | 12 aprile 1987   |
| 19 | Payback                       | La trappola                 | 14 marzo 1986     | 19 aprile 1987   |
| 20 | Free Verse                    | Versi sciolti               | 4 aprile 1986     | 26 aprile 1987   |
| 21 | Trust Fund Pirates            | Pirati                      | 2 maggio 1986     | 3 maggio 1987    |
| 22 | Sons and Lovers               | Figli e amanti              | 9 maggio 1986     | 10 maggio 1987   |